# Jane Lynch
Jane Marie Lynch (Evergreen Park, Illinois; 14 de julio de 1960) es una actriz, escritora, comediante y cantante estadounidense. Es más conocida por sus papeles en las comedias de Christopher Guest, tales como Best in Show, y por su papel de Sue Sylvester en la serie de comedia musical Glee, papel por el cual ha sido merecedora de la aclamación de la crítica, ganando un Emmy y un Globo de Oro. También es reconocida como la psiquiatra de Charlie Harper en Two and a Half Men, y por ser la madre de Sam en la serie iCarly. También interpreta a Amy en la serie de televisión Angel From Hell y a Diana Reid, la madre de Spencer Reid, en Mentes criminales.

## Inicios
Lynch nació en Evergreen Park (Illinois) y creció en Dolton (Illinois).
Recibió su diploma en teatro de la Universidad Estatal de Illinois y su MFA de la Universidad Cornell, también en teatro.

## Carrera
Lynch trabajó muchos años en teatro, realizando giras con el grupo cómico The Second City, representando el papel de Carol Brady en The Real Live Brady Bunch.
Escribió y protagonizó la obra de teatro Oh Sister, My Sister (Oh, hermana, mi hermana).
Producida originalmente en 1998, esta obra ganó el programa Lesbians in Theater en el L.A. Gay & Lesbian Center (Centro Gay y Lésbico en Los Ángeles) en 2004.
Realizó el papel de Christy Cummings, una cuidadora de perros lesbiana contratada por la esposa-trofeo Sheri Ann Cabot (protagonizada por Jennifer Coolidge), en el mockumentary Best in Show (2000), del director Christopher Guest.
También apareció en A Mighty Wind (2003), como una actriz porno convertida en la cantante folk Laurie Bohner, y en For Your Consideration (2006), como una reportera de entretenimiento.
Lynch ha actuado también muchos años en televisión.
Protagonizó con John Hannah y William Fichtner el programa MDs (2002), y ha hecho apariciones como invitada en las siguientes series de televisión (entre otras):
- Desperate Housewives
- Friends
- Judging Amy
- The West Wing
- 7th Heaven
- Felicity
- Arrested Development
- Two and a Half Men
- iCarly
- Boston Legal
- The L Word
- Criminal Minds
- Help Me Help You y
- The New Adventures of Old Christine

Desde 2009 hasta el 2015 protagonizó la serie Glee, en el personaje de Sue Sylvester, una profesora de gimnasia manipuladora y ruda. Por este personaje ganó el premio Emmy 2010 y el Globo de Oro 2011 como mejor actriz de reparto en series de comedia.
En 2009 tuvo un papel secundario en la película Julie and Julia, como Dorothy McWilliams, la hermana de Julia Child, papel que desempeñó Meryl Streep.
En 2017, Jane Lynch firmó para protagonizar la serie de comedia de NBC Relatively Happy.

## Vida personal
Lynch es abiertamente lesbiana y se casó con la Dra. Lara Embry el 31 de mayo de 2010, y se divorciaron en 2014. En 2015 adoptó a dos hijas.
En 2005, Power Up nombró a Lynch como una de las «10 lesbianas más asombrosas en el negocio del espectáculo». 
Jane Lynch es atea.[cita requerida]

## Filmografía

### Cine
| Año  | Título                                          | Rol                                                  | Notas                                                |
| ---- | ----------------------------------------------- | ---------------------------------------------------- | ---------------------------------------------------- |
| 1988 | Taxi Killer                                     |                                                      |                                                      |
| 1988 | Vice Versa                                      | Sra. Linstrom                                        |                                                      |
| 1992 | In the Best Interest of the Children            | Gwen Hatcher                                         | Película para televisión. Acreditada como Jany Lynch |
| 1992 | Straight Talk                                   | Gladys                                               |                                                      |
| 1993 | The Fugitive                                    | Dra. Kathy Wahlund                                   |                                                      |
| 1993 | Fatal Instinct                                  | Reportera en la cárcel                               |                                                      |
| 1997 | Touch Me                                        | Counselor                                            |                                                      |
| 2000 | What Planet Are You From?                       | Doreen                                               |                                                      |
| 2000 | Red Lipstick                                    | Locutora de televisión                               |                                                      |
| 2000 | Best in Show                                    | Christy Cummings                                     |                                                      |
| 2001 | Nice Guys Finish Last                           | Mamá                                                 | Corto cómico                                         |
| 2001 | Martini                                         | Dra. Jane                                            | Corto                                                |
| 2002 | Hiding in Walls                                 | Diane Moffet                                         | Corto cómico                                         |
| 2002 | Daño colateral                                  | Agente Russo                                         |                                                      |
| 2002 | The Big Time                                    | Srta. Rush                                           | Película para televisión                             |
| 2003 | A Mighty Wind                                   | Laurie Bohner                                        |                                                      |
| 2003 | Exposed                                         | Julie Gross                                          |                                                      |
| 2004 | Little Black Boot                               | Grace                                                | Corto cómico                                         |
| 2004 | Lemony Snicket's A Series of Unfortunate Events | Agente de bienes raíces                              |                                                      |
| 2004 | Surviving Eden                                  | Maude Silver                                         |                                                      |
| 2004 | Sleepover                                       | Gabby Corky                                          |                                                      |
| 2004 | Memoirs of an Evil Stepmother                   | Blanche Monroe                                       | Cortometraje cómico                                  |
| 2004 | The Aviator                                     | Amelia Earhart (aviadora estadounidense)             | Borrada en el corte final                            |
| 2005 | Holly Hobbie and Friends: Surprise Party        | Joan Hobbie / Minnie                                 | Película de animación. Actriz de voz                 |
| 2005 | Promtroversy                                    | Mimi Nimby (madre preocupada)                        | Cortometraje cómico                                  |
| 2005 | The 40-Year-Old Virgin                          | Paula (ninfómana jefa del personaje de Steve Carell) |                                                      |
| 2005 | Bam Bam and Celeste                             | Darlene                                              |                                                      |
| 2005 | The Californians                                | Sybill Platt                                         |                                                      |
| 2006 | The List                                        | Dra. Davina                                          |                                                      |
| 2006 | Separated at Worth                              | Jennifer                                             | Película para televisión                             |
| 2006 | Fifty Pills                                     | Doreen                                               |                                                      |
| 2006 | Talladega Nights: The Ballad of Ricky Bobby     | Lucy Bobby                                           |                                                      |
| 2006 | For Your Consideration                          | Cindy                                                |                                                      |
| 2006 | The Frank Anderson                              | Dra. Emily Brice                                     | Cortometraje cómico                                  |
| 2006 | Holly Hobbie and Friends: Christmas Wishes      | Joan Hobbie / Minnie                                 | Película de animación. Actriz de voz                 |
| 2006 | Eye of the Dolphin                              | Glinton                                              |                                                      |
| 2007 | I Do & I Don't                                  | Nora Stelmack                                        |                                                      |
| 2007 | Smiley Face                                     | Directora del casting                                |                                                      |
| 2007 | Suffering Man's Charity                         | Ingrid                                               | Personaje principal                                  |
| 2007 | Love is Love                                    | Reverenda Greeley                                    | Cortometraje cómico                                  |
| 2007 | Holly Hobbie and Friends: Best Friends Forever  | Joan Hobbie / Minnie                                 | Película de animación. Actriz de voz                 |
| 2007 | Alvin and the Chipmunks                         | Gail                                                 |                                                      |
| 2007 | Walk Hard: The Dewey Cox Story                  | Entrevistadora de noticias                           | No acreditada                                        |
| 2008 | The Toe Tactic                                  | Honey Strumpet                                       |                                                      |
| 2008 | Adventures of Power                             | Joni                                                 |                                                      |
| 2008 | Tru Loved                                       | Sra. Maple                                           |                                                      |
| 2008 | Space Chimps                                    | Dra. Poole                                           | Actriz de voz                                        |
| 2008 | Un rockero de pelotas                           | Lisa Gadman                                          |                                                      |
| 2008 | Role Models                                     | Jean Sweeney                                         |                                                      |
| 2008 | Another Cinderella Story                        | Dominique Blatt                                      |                                                      |
| 2008 | Spring Breakdown                                | Senadora Kay Bee Hartmann                            |                                                      |
| 2008 | Man Maid                                        | Sabena                                               |                                                      |
| 2008 | Weather Girl                                    | J. D. [sheidí]                                       |                                                      |
| 2009 | Post Grad                                       | Carmella                                             |                                                      |
| 2009 | Julie & Julia                                   | Dorothy McWilliams                                   |                                                      |
| 2010 | Shrek 4: Felices para siempre                   | Gretched/Florenda                                    |                                                      |
| 2011 | Glee: The 3D Concert Movie                      | Sue Sylvester                                        | Película-concierto                                   |
| 2011 | Paul                                            | Pat Stevenson                                        |                                                      |
| 2011 | Río                                             | Alice                                                | Película de animación. Actriz de voz                 |
| 2012 | The Three Stooges                               | Madre superiora                                      | Personaje principal. Película                        |
| 2012 | Wreck-It-Ralph                                  | Sargento Calhoun                                     | Personaje principal. Película                        |
| 2018 | Ralph Breaks the Internet                       | Sargento Calhoun                                     | Personaje principal. Película                        |
| 2019 | UglyDolls                                       | Voz del scanner                                      | Actriz de voz                                        |
| 2020 | 100% Wolf                                       | The Commander                                        | Actriz de voz                                        |
| 2023 | Mascots                                         | Gabby Monkhouse                                      | Personaje principal. Película                        |

### Televisión
| Año            | Título                                     | Rol                                    | Nota(s) |
| -------------- | ------------------------------------------ | -------------------------------------- | --- |
| 1993           | Bakersfield P.D.                           | Michelle Hathaway                      | episodio: "Bakersfield Madam"                                                                                                 |
| 1993           | Empty Nest                                 | Tammy                                  | episodio: "The Girl Who Cried Baby"                                                                                           |
| 1994           | Married... with Children                   | Greta                                  | episodio: "Valentine's Day Massacre"                                                                                          |
| 1994           | Party of Five                              | Dra. Pennant                           | episodio: "Much Ado" |
| 1994           | The John Larroquette Show                  | Evaluadora                             | episodio: "The Tutor" |
| 1995           | In The House                               | Ruth                                   | episodio: "Female Trouble" |
| 1995           | NewsRadio                                  | Carol                                  | episodio: "The Cane" |
| 1996           | Cybill                                     | Sra. Sweeney                           | episodio: "Educating Zoey" |
| 1996           | 3rd Rock from the Sun                      | Sra. Koppel                            | episodio: "Dick, Smoker" |
| 1996           | Caroline in the City                       | Anfitriona                             | episodio: "Caroline and the Bad Date"                                                                                         |
| 1996           | Frasier                                    | Cynthia                                | episodio: "A Little Thanksgiving"                                                                                             |
| 1999           | Dharma & Greg                              | Sheryl                                 | episodio: "Play Lady Play" |
| 1999—2000      | Judging Amy                                | ASA Perkins                            | 3 episodios: "piloto", "Drawing the Line" & "Waterworld"                                                                      |
| 2000           | JAG                                        |                                        | episodio: "The Witches of Gulfport"                                                                                           |
| 2000           | Gilmore Girls                              | Enfermera                              | episodio: "Forgiveness and Stuff"                                                                                             |
| 2000—2001      | The West Wing                              | reportera                              | 2 episodios: "In The Shadow of Two Gunmen: Part 1" & "Two Cathedrals"                                                         |
| 2001           | Dawson's Creek                             | Sra. Witter                            | episodio: "The Te of Pacey"                                                                                                   |
| 2001           | Cursed                                     | Carla                                  | episodio: "...And Then Jack Had Two Dates"                                                                                    |
| 2001           | Popular                                    | Susie Klein                            | episodio: "I Know What You Did Last Spring Break"                                                                             |
| 2001           | The Division                               |                                        | episodio: "The First Hit's Free, Baby"                                                                                        |
| 2001           | Arli$$                                     |                                        | episodio: "Giving Something Back"                                                                                             |
| 2001           | Boston Public                              | Jane Morrell                           | episodio: "Chapter Twenty-Four"                                                                                               |
| 2001           | Family Law                                 | Cheryl Bowman                          | episodio: "No Options" |
| 2001           | The X-Files                                | Sra. Anne T. Lokensgard                | episodio: "Lord of the Flies"                                                                                                 |
| 2001           | The King of Queens                         | Dra. Foreman                           | episodio: "Ovary Action" |
| 2001—2002      | Family Guy                                 | Dotty Campbell                         | actriz de voz, 4 episodios |
| 2001—2002      | 7th Heaven                                 | Enfermera                              | 4 episodios |
| 2002           | Titus                                      | Prosecutor                             | episodio: "The Trial" |
| 2002           | Felicity                                   | Profesora Carnes                       | 2 episodios: "Ben Don't Leave" & "The Paper Chase"                                                                            |
| 2002           | MDs                                        | Enfermera registrada Aileen Poole, PhD | papel recurrente en la serie                                                                                                  |
| 2003           | Watching Ellie                             | Roman                                  | episodio: "TV" |
| 2003           | The Dead Zone                              | Flo McMurtry                           | episodio: "The Storm" |
| 2003           | Spider-Man: The New Animated Series        | Ejecutiva de Oscorp                    | actriz de voz, episodio: "Heroes and Villains"                                                                                |
| 2003           | According to Jim                           | Janice                                 | episodio: "The Lemonade Stand"                                                                                                |
| 2004           | NYPD Blue                                  | Susanna Howe                           | episodio: "You Da Bomb" |
| 2004           | Monk                                       | Dra. Julie Waterford                   | episodio: "Mr. Monk Gets Married"                                                                                             |
| 2004           | Las Vegas                                  | Helen Putasca                          | episodio: "You Can't Take It With You"                                                                                        |
| 2004           | Arrested Development                       | Cindi Lightballoon                     | 2 episodios: "Altar Egos" & "Shock and Aww"                                                                                   |
| 2004           | Friends                                    | Ellen                                  | episodio: "The One Where Estelle Dies"                                                                                        |
| 2004           | Veronica Mars                              | Sra. Donaldson                         | episodio: "Return of the Kane"                                                                                                |
| 2005           | Unscripted                                 | Jane                                   | 2 episodios: "episodio #1.6" & "episodio #1.7"                                                                                |
| 2005           | CSI: Crime Scene Investigation             | Ranger                                 | episodio: "Unbearable" |
| 2005           | Blind Justice                              | Dra. Taylor                            | 2 episodios: "Four Feet Under" & "Rub a Tub Tub"                                                                              |
| 2005           | The Life and Times of Juniper Lee          | Madame Rothchild                       | actriz de voz, episodio: "Magic Takes a Holiday"                                                                              |
| 2005           | Weeds                                      | The Candyman                           | episodio: "Fashion of the Christ"                                                                                             |
| 2005           | Illeanarama                                |                                        | Illeana Douglas project |
| 2005—2006      | Rodney                                     | Amy O'Brien                            | 2 episodios: "Rodney Moonlights" & "Rodney Gets a Leg Up"                                                                     |
| 2006           | Desperate Housewives                       | Maxine Bennett                         | episodio: "Silly People" |
| 2006           | Night Stalker                              | Científica                             | episodio: "Into Night", papel sin créditos                                                                                    |
| 2006           | Lovespring International                   | Victoria Ratchford                     | papel recurrente en la serie                                                                                                  |
| 2006           | Help Me Help You                           | Raquel Janes                           | papel recurrente, 5 episodios                                                                                                 |
| 2006—2007      | Mentes criminales                          | Diana Reid                             | 5 episodios: "The Fisher King: Part 1", "The Fisher King: Part 2", "Revelations", "The Instincts: Part 1" & "Memoriam:Part 2" |
| 2006—2007      | Boston Legal                               | Joanna Monroe                          | 3 episodios: "Can't We All Get A Lung?", "The Verdict" & "The Good Lawyer"                                                    |
| 2007           | Untitled Christine Taylor Project          | Ella misma                             | programa de televisión |
| 2007           | Campus Ladies                              | profesora                              | episodio: "Psych 101" |
| 2007           | The New Adventures of Old Christine        | Sra. Hammond                           | 2 episodios: "The Real Thing" & "Friends"                                                                                     |
| 2007           | American Dad!                              | varios personajes                      | actriz de voz, 2 episodios: "Surro-Gate" & "The Most Adequate Christmas Ever"                                                 |
| 2003—2014      | Two and a Half Men                         | Dra. Linda Freeman                     | personaje recurrente, serie de TV                                                                                             |
| 2005—2008      | The L Word                                 | Joyce Wischnia                         | papel recurrente |
| 2008           | My Name Is Earl                            | Sissy                                  | episodio: "I Won't Die With a Little Help From My Friends"                                                                    |
| 2008           | Psych                                      | Barbara Dunbar                         | episodio: "There Might Be Blood"                                                                                              |
| 2009—2015      | Glee                                       | Sue Sylvester                          | Personaje principal, 103 episodios serie de TV FOX                                                                            |
| 2010           | iCarly                                     | Pam Puckett                            | Invitada, Episodio "ISam's Mom" (Temporada 4, episodio 2)                                                                     |
| 2012           | Los Simpson                                | Roz                                    | Invitada especial 1 Episodio, serie de TV FOX                                                                                 |
| 2015           | Girl meets world                           | Ella misma                             | Episodio: "Girl Meets Farkle's Choice"                                                                                        |
| 2016           | Angel from Hell                            | Amy                                    | Protagonista, serie de TV CBS                                                                                                 |
| 2017           | Will & Grace                               | Roberta                                | Episodio : "Grandpa Jack" |
| 2017–2023      | La maravillosa Señora Maisel               | Sophie Lennon                          | 14 episodios |
| 2017–2021      | The Good Fight                             | Madeline Starkey                       | 4 episodios |
| 2018           | We Bare Bears                              | Susan Tankitha "Tank" Jackson (voz)    | Episodio: "Mom App" |
| 2019–2020      | Big Hero 6: The Series                     | Supersonic Sue (voz)                   | 5 episodios |
| 2019–2021      | Final Space                                | A.V.A. (voz)                           | 13 episodios |
| 2020           | Space Force                                | Chief of Naval Operations              | 3 episodios |
| 2020           | Glitch Techs                               | Joan Fishback (voz)                    | 2 episodios |
| 2020-presente  | The Weakest Link                           | Ella misma / Presentadora              | 23 episodios |
| 2021-2023-2024 | Ridley Jones                               | Lonny (voz)                            | 8 episodios |
| 2021-2023-2024 | The Ghost and Molly McGee                  | Mrs. Roop (voz)                        | 6 episodios |
| 2021–2023      | Only Murders in the Building               | Sazz Pataki                            | 4 episodios |
| 2021–2022      | The Chicken Squad                          | Dr. Dirt (voz)                         | 9 episodios |
| 2023           | Velma                                      | Donna Blake (voz)                      | 10 episodios |
| 2023           | The Proud Family: Louder and Prouder       | Celia (voz)                            | 2 episodios |
| 2023           | Carol Burnett: 90 Years of Laughter + Love | Ella misma                             | Especial de televisión |

### Teatro
| Año  | Obra                        | Rol           | Nota(s)                         |
| ---- | --------------------------- | ------------- | ------------------------------- |
| 2009 | Love, Loss, and What I Wore | Performer     | Westside Theatre, Off-Broadway  |
| 2013 | Annie                       | Miss Hannigan | Palace Theatre, Broadway        |
| 2022 | Funny Girl                  | Mrs. Brice    | August Wilson Theatre, Broadway |

## Discografía

### Bandas de sonido
- 2008: Another Cinderella Story

### Canciones
- Hold 4 You (Another Cinderella Story)
- Vogue (Glee) (original de Madonna)
- You're a Mean One, Mr. Grinch (Glee) (original de Thurl Ravenscroft para El Grinch: el Cuento Animado)
- Physical (Glee) (original de Olivia Newton-John)
- Little Girls (Glee) (original del musical Annie)
- Ohio (Glee) (original de Wonderfull Town)
- Super Bass, con Darren Criss (Glee) (original de Nicki Minaj)
- NYC (Glee) (original del musical Annie)
- Who Are You Now (Glee) (original de Funny Girl)
- The Final Countdown, con Matthew Morrison (Glee) (original de Europe)
- The Winner Takes It All, con Matthew Morrison (Glee) (original de ABBA)
- The Trolley Song (Glee) (original de Judy Garland)
- Break Free, con Lea Michele, Chord Overstreet, Matthew Morrison, Dot-Marie Jones y J. J. Totah (Glee) (original de Ariana Grande y Zedd).

## Premios y nominaciones

### Premios Globo de Oro
| Año  | Categoría                                               | Trabajo nominado | Resultado | Ref.  |
| ---- | ------------------------------------------------------- | ---------------- | --------- | ----- |
| 2010 | Mejor actriz de reparto de serie, miniserie o telefilme | Glee             | Nominada  | [ 7 ] |
| 2011 | Mejor actriz de reparto de serie, miniserie o telefilme | Glee             | Ganadora  | [ 7 ] |

### Premios Primetime Emmy
| Año  | Categoría                                          | Trabajo nominado             | Resultado | Ref.  |
| ---- | -------------------------------------------------- | ---------------------------- | --------- | ----- |
| 2010 | Mejor actriz invitada - Serie de comedia           | Two and a Half Men           | Nominada  | [ 8 ] |
| 2010 | Mejor actriz de reparto - Serie de comedia         | Glee                         | Ganadora  | [ 8 ] |
| 2011 | Mejor actriz de reparto - Serie de comedia         | Glee                         | Nominada  | [ 8 ] |
| 2013 | Mejor actriz de reparto - Serie de comedia         | Glee                         | Nominada  | [ 8 ] |
| 2014 | Mejor narrador                                     | Penguins: Waddle All The Way | Nominada  | [ 8 ] |
| 2014 | Mejor conductor de reality show                    | Hollywood Game Night         | Ganadora  | [ 8 ] |
| 2015 | Mejor conductor de reality show                    | Hollywood Game Night         | Ganadora  | [ 8 ] |
| 2016 | Mejor conductor de reality show                    | Hollywood Game Night         | Nominada  | [ 8 ] |
| 2017 | Mejor actriz en un cortometraje de comedia o drama | Dropping the Soap            | Ganadora  | [ 8 ] |
| 2018 | Mejor conductor de reality show                    | Hollywood Game Night         | Nominada  | [ 8 ] |
| 2018 | Mejor actriz invitada - Serie de comedia           | La maravillosa Señora Maisel | Nominada  | [ 8 ] |
| 2019 | Mejor actriz invitada - Serie de comedia           | La maravillosa Señora Maisel | Ganadora  | [ 8 ] |
| 2022 | Mejor actriz invitada - Serie de comedia           | Only Murders in the Building | Nominada  | [ 8 ] |

### Premios del Sindicato de Actores
| Año  | Categoría                        | Trabajo nominado | Resultado | Ref.   |
| ---- | -------------------------------- | ---------------- | --------- | ------ |
| 2010 | Mejor reparto - Serie de comedia | Glee             | Ganadora  | [ 9 ]  |
| 2011 | Mejor actriz - Serie de comedia  | Glee             | Nominada  | [ 10 ] |
| 2011 | Mejor reparto - Serie de comedia | Glee             | Nominada  | [ 10 ] |
| 2012 | Mejor reparto - Serie de comedia | Glee             | Nominada  | [ 11 ] |
| 2013 | Mejor reparto - Serie de comedia | Glee             | Nominada  | [ 12 ] |